# Храмушины
Храмушины — деревня в Юрьянском районе Кировской области в составе Медянского сельского поселения.

## География
Находится на расстоянии примерно 14 километра на запад-северо-запад по прямой от поселка Мурыгино.

## История
Известна была с 1678 года как деревня Сычевская с 2 дворами. В 1764 году было учтено 77 жителей. В 1873 году отмечено дворов 17 и жителей 127, в 1905 12 и 81, в 1926 19 и 92, в 1950 11 и 33. В 1989 году оставалось 5 жителей. Ныне имеет дачный характер.

## Население
Постоянное население составляло 1 человек (русские 100 %) в 2002 году, 0 в 2010.